# Michaił Matkowski
Michaił Aleksiejewicz Matkowski ros. Михаил Алексеевич Матковский (ur. 1903 w Sankt Petersburgu, zm. 1968 we wsi Mago, w Kraju Chabarowskim) – rosyjski inżynier i polityk, działacz białej emigracji rosyjskiej, jeden z założycieli Rosyjskiej Partii Faszystowskiej.

## Życiorys
Był synem Aleksieja Filippowicza Matkowskiego, generała armii carskiej, który walczył przeciwko bolszewików i w czerwcu 1920 został przez nich rozstrzelany. W 1913 rozpoczął naukę w Petersburskim Korpusie Kadetów. Naukę kontynuował w szkole kadetów w Omsku, od 1919 w Tomsku, a w 1921 we Władywostoku. Po śmierci ojca wraz z matką i dwoma braćmi wyemigrował do Harbinu. Tam rozpoczął studia prawnicze, ale wkrótce je przerwał i podjął studia w miejscowym Instytucie Politechnicznym. Studia ukończył w 1929.
W Harbinie pracował jako nauczyciel w szkole technicznej, a następnie jako inżynier w przedsiębiorstwie budowlanym, pracował także przy budowie Kolei Wschodniochińskiej. W Harbinie związał się ze środowiskiem białej emigracji rosyjskiej, był asystentem gen. Lwa Wasiliewskiego. Należał do założycieli Rosyjskiej Partii Faszystowskiej.
W 1945, kiedy Harbin został zajęty przez Armię Czerwoną, Matkowski zdecydował się na współpracę z radzieckimi organami bezpieczeństwa. W 1946 zeznawał jako świadek w procesie tokijskim, w którym sądzono japońskich zbrodniarzy wojennych. W tym samym roku stanął przed sądem radzieckim i został skazany na 25 lat więzienia. W 1958 został zwolniony i zrehabilitowany. Zamieszkał w Chabarowsku, gdzie kontynuował współpracę z organami bezpieczeństwa. Pod koniec życia zamieszkał we wsi Mago, gdzie pracował w firmie Eksportles.

## Życie prywatne
Po raz pierwszy ożenił się w 1930 z Agrippiną Georgijewną Smirnową. W tym samym roku przyszła na świat jego córka Tatiana. Po śmierci pierwszej żony ożenił się z Zoją Kiriłłowną. Zmarł w 1968 z powodu raka wątroby.